# Paraclimbing-Weltcup 2025
Der Paraclimbing-Weltcup 2025 (offiziell IFSC Paraclimbing World Cup 2025) ist die elfte Saison des Paraclimbing-Weltcups.

## Ablauf
Die Lead-Wettkämpfe finden in je zehn verschiedenen Kategorien für Männer und Frauen statt.
| 20. – 21. Mai     | Salt Lake City |
| 23. – 24. Juni    | Innsbruck      |
| 24. – 26. Oktober | Laval          |

Im September sollen die Weltmeisterschaften 2025 in Seoul stattfinden.

## Ergebnisse
Wenn ein Wettbewerb in einer Kategorie nicht stattfindet, beispielsweise wegen zu geringer Teilnehmerzahl, werden die Athletinnen und Athleten einer anderen Kategorie zugewiesen (Merging).

### Frauen
| B10 | Wettkampf      | 1. Platz      | 2. Platz     | 3. Platz    |
| --- | -------------- | ------------- | ------------ | ----------- |
| B10 | Salt Lake City | Nadia Bredice | Tanja Glusic | Hiromi Aoki |
| B10 | Innsbruck      |               |              |             |
| B10 | Laval          |               |              |             |

| B20 | Wettkampf      | 1. Platz     | 2. Platz    | 3. Platz      |
| --- | -------------- | ------------ | ----------- | ------------- |
| B20 | Salt Lake City | Linda Le Bon | Luisa Grube | Ivon Lawerenz |
| B20 | Innsbruck      |              |             |               |
| B20 | Laval          |              |             |               |

| B30 | Wettkampf      | 1. Platz    | 2. Platz           | 3. Platz      |
| --- | -------------- | ----------- | ------------------ | ------------- |
| B30 | Salt Lake City | Linn Poston | Elsa Boutel Menard | Phoebe Barkan |
| B30 | Innsbruck      |             |                    |               |
| B30 | Laval          |             |                    |               |

| AL1 | Wettkampf      | 1. Platz               | 2. Platz               | 3. Platz               |
| --- | -------------- | ---------------------- | ---------------------- | ---------------------- |
| AL1 | Salt Lake City | Merging mit AL1 Männer | Merging mit AL1 Männer | Merging mit AL1 Männer |
| AL1 | Innsbruck      |                        |                        |                        |
| AL1 | Laval          |                        |                        |                        |

| AL2 | Wettkampf      | 1. Platz      | 2. Platz   | 3. Platz    |
| --- | -------------- | ------------- | ---------- | ----------- |
| AL2 | Salt Lake City | Lucie Jarrige | Emily Gray | Rachel Maia |
| AL2 | Innsbruck      |               |            |             |
| AL2 | Laval          |               |            |             |

| AU2 | Wettkampf      | 1. Platz      | 2. Platz        | 3. Platz      |
| --- | -------------- | ------------- | --------------- | ------------- |
| AU2 | Salt Lake City | Solenne Piret | Lucia Capovilla | Eleanor Rubin |
| AU2 | Innsbruck      |               |                 |               |
| AU2 | Laval          |               |                 |               |

| AU3 | Wettkampf      | 1. Platz          | 2. Platz      | 3. Platz        |
| --- | -------------- | ----------------- | ------------- | --------------- |
| AU3 | Salt Lake City | Rosalie Schaupert | Manca Smrekar | Emily McDermott |
| AU3 | Innsbruck      |                   |               |                 |
| AU3 | Laval          |                   |               |                 |

| RP1 | Wettkampf      | 1. Platz    | 2. Platz     | 3. Platz       |
| --- | -------------- | ----------- | ------------ | -------------- |
| RP1 | Salt Lake City | Hannah Zook | Melissa Ruiz | Jackie Stewart |
| RP1 | Innsbruck      |             |              |                |
| RP1 | Laval          |             |              |                |

| RP2 | Wettkampf      | 1. Platz     | 2. Platz        | 3. Platz   |
| --- | -------------- | ------------ | --------------- | ---------- |
| RP2 | Salt Lake City | Jasmin Plank | Matoi Futahashi | Dina Eivik |
| RP2 | Innsbruck      |              |                 |            |
| RP2 | Laval          |              |                 |            |

| RP3 | Wettkampf      | 1. Platz  | 2. Platz       | 3. Platz    |
| --- | -------------- | --------- | -------------- | ----------- |
| RP3 | Salt Lake City | Nat Vorel | Momoko Yoshida | Marina Dias |
| RP3 | Innsbruck      |           |                |             |
| RP3 | Laval          |           |                |             |

### Männer
| B10 | Wettkampf      | 1. Platz | 2. Platz                        | 3. Platz     |
| --- | -------------- | -------- | ------------------------------- | ------------ |
| B10 | Salt Lake City | Sho Aita | Francisco Javier Aguilar Amoedo | Jesse Dufton |
| B10 | Innsbruck      |          |                                 |              |
| B10 | Laval          |          |                                 |              |

| B20 | Wettkampf      | 1. Platz        | 2. Platz    | 3. Platz                 |
| --- | -------------- | --------------- | ----------- | ------------------------ |
| B20 | Salt Lake City | Fumiya Hamanoue | Razvan Nedu | Guillermo Pelegrín Gómez |
| B20 | Innsbruck      |                 |             |                          |
| B20 | Laval          |                 |             |                          |

| B30 | Wettkampf      | 1. Platz             | 2. Platz                    | 3. Platz        |
| --- | -------------- | -------------------- | --------------------------- | --------------- |
| B30 | Salt Lake City | Cosmin Florin Candoi | Daniel-Bebe-Vasilică Andrei | Andrew Martinez |
| B30 | Innsbruck      |                      |                             |                 |
| B30 | Laval          |                      |                             |                 |

| AL1 | Wettkampf      | 1. Platz        | 2. Platz           | 3. Platz            |
| --- | -------------- | --------------- | ------------------ | ------------------- |
| AL1 | Salt Lake City | Angelino Zeller | Markus Pösendorfer | Pavitra Vandenhoven |
| AL1 | Innsbruck      |                 |                    |                     |
| AL1 | Laval          |                 |                    |                     |

| AL2 | Wettkampf      | 1. Platz        | 2. Platz    | 3. Platz   |
| --- | -------------- | --------------- | ----------- | ---------- |
| AL2 | Salt Lake City | Thierry Delarue | Corey Ramos | Ethan Zilz |
| AL2 | Innsbruck      |                 |             |            |
| AL2 | Laval          |                 |             |            |

| AU2 | Wettkampf      | 1. Platz       | 2. Platz     | 3. Platz         |
| --- | -------------- | -------------- | ------------ | ---------------- |
| AU2 | Salt Lake City | Brian Zerzuela | Trevor Smith | Sebastian Musson |
| AU2 | Innsbruck      |                |              |                  |
| AU2 | Laval          |                |              |                  |

| AU3 | Wettkampf      | 1. Platz          | 2. Platz          | 3. Platz     |
| --- | -------------- | ----------------- | ----------------- | ------------ |
| AU3 | Salt Lake City | Mor Michael Sapir | Dominic Geisseler | Mason Keough |
| AU3 | Innsbruck      |                   |                   |              |
| AU3 | Laval          |                   |                   |              |

| RP1 | Wettkampf      | 1. Platz      | 2. Platz         | 3. Platz    |
| --- | -------------- | ------------- | ---------------- | ----------- |
| RP1 | Salt Lake City | Aloïs Pottier | Korbinian Franck | Kim Rishaug |
| RP1 | Innsbruck      |               |                  |             |
| RP1 | Laval          |               |                  |             |

| RP2 | Wettkampf      | 1. Platz       | 2. Platz         | 3. Platz       |
| --- | -------------- | -------------- | ---------------- | -------------- |
| RP2 | Salt Lake City | Brayden Butler | Manikandan Kumar | Philipp Hrozek |
| RP2 | Innsbruck      |                |                  |                |
| RP2 | Laval          |                |                  |                |

| RP3 | Wettkampf      | 1. Platz       | 2. Platz           | 3. Platz       |
| --- | -------------- | -------------- | ------------------ | -------------- |
| RP3 | Salt Lake City | Tadashi Takano | Kazuhiko Yamashita | Andrej Haršány |
| RP3 | Innsbruck      |                |                    |                |
| RP3 | Laval          |                |                    |                |